# Leleupanillus
Leleupanillus is een geslacht van kevers uit de familie van de loopkevers (Carabidae). De wetenschappelijke naam van het geslacht is voor het eerst geldig gepubliceerd in 1976 door Basilewsky.

## Soorten
Het geslacht Leleupanillus is monotypisch en omvat slechts de volgende soort:
- Leleupanillus uluguruanus Basilewsky, 1976